# Петрункевичі
Петрункевичі — козацько-старшинський, згодом — дворянський рід, що походить від козака Петра, який «служив у козацькому званні» наприкінці 17 — на поч. 18 ст. Від його синів беруть початок 2 гілки роду: від Фоми Петровича — старша, від Панаса Петровича (Петрова, Петрунченка; р. н. невід. — п. до 1766), значкового товариша Чернігівського полку, — молодша. До старшої гілки роду належав Степан Фомич П. (р. н. невід. — п. 1754) — стародубський полковий писар (1741–54), а до молодшої: Степан Панасович П. (бл. 1718 — бл. 1800) — синявський сотник (1753–74); Ілля Якович (1808–88) — дійсний статський радник, голова Чернігівської палати карного суду і Полтавського окружного суду; брати Іван Ілліч (див. І.Петрункевич) і Михайло Ілліч (1845—1912) — лікар, громадський і політичний діяч, публіцист і підприємець, гласний Новоторзького повітового та Тверського губернського земських зборів (з 1878), Тверської міської думи (з 1890), гласний Петербурзькох міської думи (з 1904), один із засновників Конституційно-демократичної партії, депутат 1-ї Державної думи Російської імперії від Санкт-Петербурга. Серед синів Івана Ілліча відомі: Михайло Іванович (1868—1942) — професор Московського університету, історик, філософ, мисливствознавець, та Олександр Іванович (1875—1964) — видатний зоолог, дослідник павукоподібних, професор і зав. кафедри зоології Йельського університету в США (1910–44), автор багатьох наук. праць, поет і перекладач. Відомі також доньки Михайла Ілліча: Ганна Михайлівна (1874—1955), у першому шлюбі Маєвська, у другому — Поль (псевд. — Ян-Рубан) — камерна співачка (сопрано), професор Російської консерваторії ім. С.Рахманінова (Париж), та Олександра Михайлівна (1876—1965) — історик, літературознавець, журналістка, член паризької Російської академічної групи.
До цього роду належав також єпископ Владимирський та Яропольський (1748–57), засновник Владимирської духовної семінарії (1750) і відомий проповідник Платон П. (1700–57).
Рід внесений до 2-ї частини Родовідної книги Чернігівської губернії.